# Terjat
 Terjat  là một xã ở tỉnh Allier thuộc miền trung nước Pháp.